# Castet-Arrouy
Castet-Arrouy är en kommun i departementet Gers i regionen Occitanien i sydvästra Frankrike. Kommunen ligger i kantonen Miradoux som tillhör arrondissementet Condom. År 2022 hade Castet-Arrouy 174 invånare.

## Befolkningsutveckling
Antalet invånare i kommunen Castet-Arrouy
Referens:INSEE